# Unternehmen Eiche

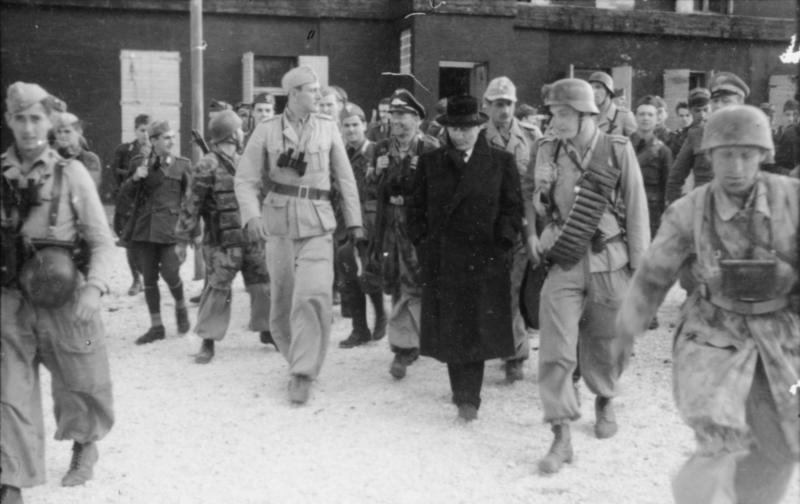
Mussolini und Skorzeny (in Luftwaffenuniform) auf dem Weg vom Hotel zum Flugzeug (12. September 1943)

Unternehmen Eiche war der Deckname einer deutschen Militäroperation, die der Befreiung des gestürzten italienischen Diktator Benito Mussolini am 12. September 1943, während des Zweiten Weltkrieges diente. Geplant und organisiert wurde sie durch Kurt Student. Ausgeführt wurde sie durch das Fallschirmjäger-Lehrbataillon unter Beteiligung von SS-Angehörigen, letztere unter der Führung von Otto Skorzeny, am Gran Sasso d’Italia in den Abruzzen.

## Vorbereitung

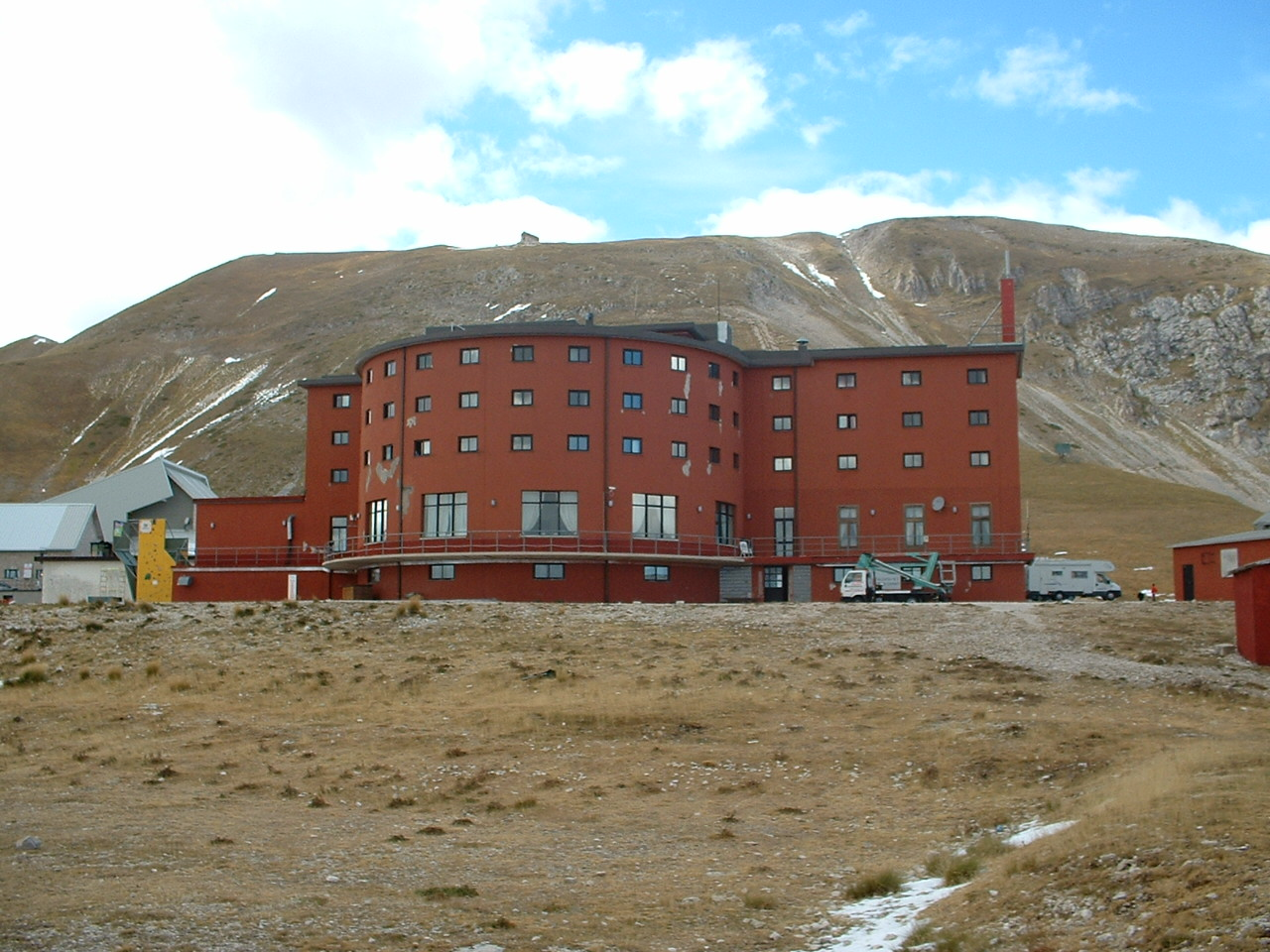
Hotel Campo Imperatore

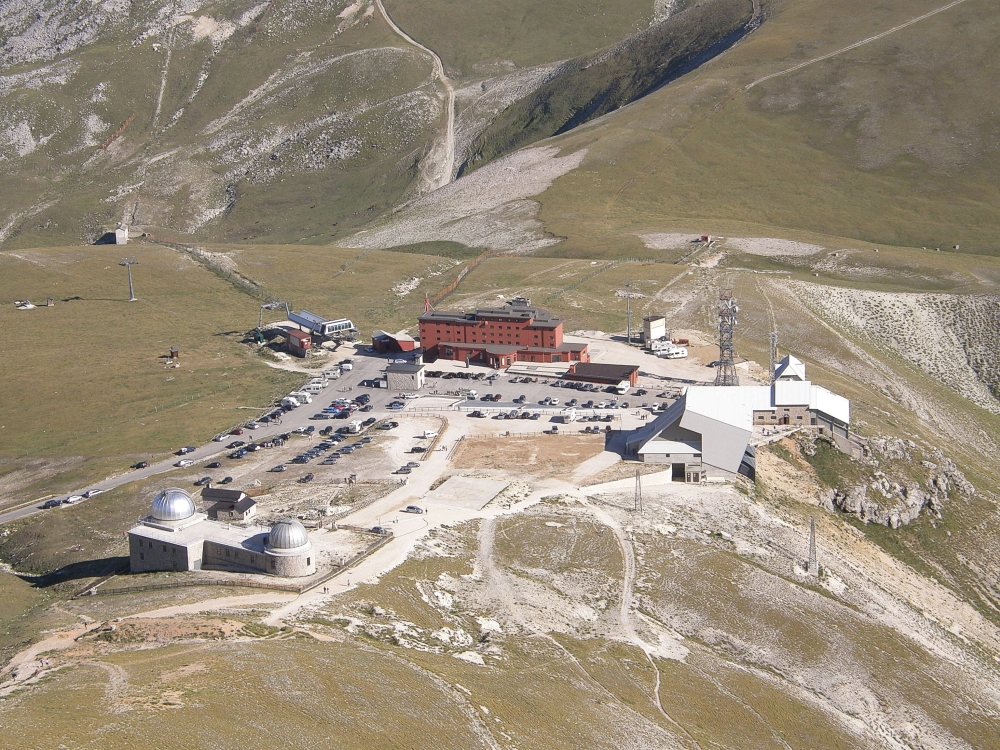
Das Gebiet mit Skiliften heute

Nach der alliierten Landung in Sizilien machte der Große Faschistische Rat Mussolini für sämtliche Fehlschläge während des Zweiten Weltkriegs verantwortlich, worauf dieser auf Befehl des Königs Viktor Emanuel III. am 25. Juli 1943 verhaftet wurde. Deutschlands Diktator Adolf Hitler ordnete daraufhin eine Befreiungsmission an; unter allen Umständen sollte Mussolini unverletzt befreit werden. General der Fallschirmtruppe Kurt Student befahl daraufhin die Vorbereitung der Befreiung Mussolinis. Während Kurt Student für die Planung und Ausführung der Aktion verantwortlich war, übernahm der ihm unterstellte Skorzeny Sicherungsaufgaben und war für die Ermittlung des Aufenthaltsorts Mussolinis zuständig. Wochenlang suchte Skorzeny in ganz Italien nach Mussolini. Der erste Hinweis kam jedoch nicht von Skorzeny, sondern von Herbert Kappler, Kommandeur der Sicherheitspolizei und des SD in Rom, der die vor Sardinien gelegene Marinebasis von La Maddalena als Aufenthaltsort ausmachte. Um sich zu vergewissern, umkreiste Skorzeny am 18. August 1943 im Tiefflug die Inselgruppe. Er wurde dabei von den Bewachern Mussolinis entdeckt, die den Ex-Diktator daraufhin zum Hotel Campo Imperatore auf dem Campo-Imperatore-Plateau im Gebirgszug Gran Sasso verlegten. Nach einigen vergeblichen Anläufen gelang es den Deutschen, den ehemaligen Diktator am Gran Sasso zu lokalisieren.
Zur Bewachung des ehemaligen Duces waren seitens der neuen italienischen Regierung (die am 3. September 1943 mit den Alliierten den Waffenstillstand von Cassibile abgeschlossen hatte) zuletzt etwa 100 bis 200 Sicherheitskräfte abgestellt worden. Mussolinis unmittelbare Bewachung oblag Giuseppe Gueli, einem Oberst (Questore) der Staatspolizei (Pubblica sicurezza), der seit 1943 in Julisch Venetien als befehlshabender Generalinspekteur (Ispettore generale) einer P.S.-Spezialabteilung eingesetzt war. Im Bereich des Hotels Campo Imperatore und des umliegenden Hochplateaus standen ihm 30 P.S.-Beamte und 43 Carabinieri zur Verfügung, letztere unter dem Kommando des Oberleutnants (Tenente) Alberto Faiola und dessen Stellvertreter, Stabsfeldwebel (Maresciallo) Osvaldo Antichi. Bei der Talstation waren zusätzliche Bewacher postiert.

## Ablauf
Am 12. September 1943 um 03:00 Uhr morgens wurde das Unternehmen Eiche gestartet. Die Talstation einer zum Hotel führenden Bergseilbahn in der Nähe des Ortes Assergi wurde gegen 14:00 Uhr von der Stabskompanie, der 2. Kompanie sowie einem Teil der 1. Kompanie des Fallschirmjäger-Lehr-Bataillons unter Major Harald Mors, der von General Kurt Student mit der Durchführung des gesamten Unternehmens beauftragt worden war, auf dem Landweg eingenommen. Die italienischen Verteidiger leisteten nur geringen Widerstand. Beim Versuch, Mussolinis Bewacher im Hotel Campo Imperatore zu warnen, wurden zwei Italiener getötet. Bereits zuvor hatten die deutschen Truppen alle Telefonverbindungen unterbrochen.

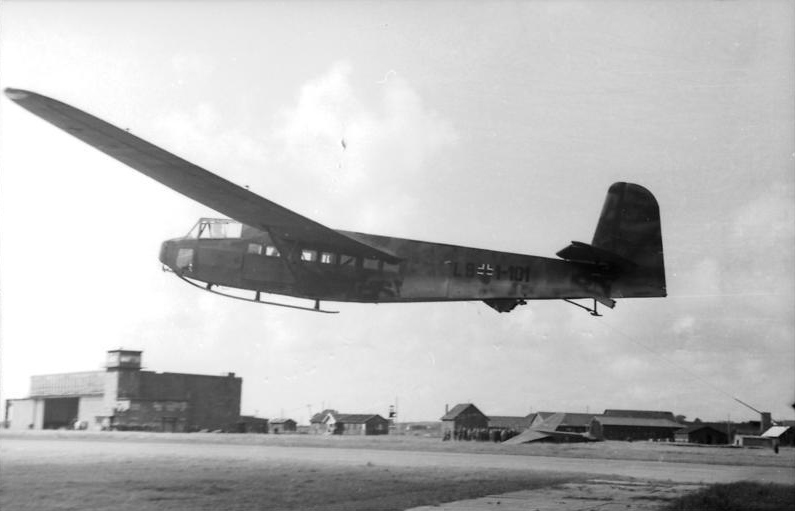
Lastensegler DFS 230

Gleichzeitig sollten 90 Fallschirmjäger der 1. Kompanie des Fallschirmjäger-Lehr-Bataillons unter dem Kommando von Oberleutnant Georg Freiherr von Berlepsch mit insgesamt zehn Lastenseglern DFS 230 auf dem Gran Sasso landen. Skorzeny konnte jedoch erreichen, dass auch ein 17 Mann starkes SS-Kommando unter seiner Führung sowie der General der Polizia dell’Africa Italiana (PAI) Fernando Soleti an der Befreiung als polizeiliches Element teilnehmen konnten. Dadurch reduzierte sich die Zahl der teilnehmenden Fallschirmjäger von 90 auf 72. Von Berlepsch, der Kommandant des Luftlandeunternehmens, befand sich im ersten Lastensegler der ersten Kette. Skorzeny und die weiteren SS-Soldaten nahmen im vierten und fünften Lastensegler Platz, die Teil der zweiten Kette waren.

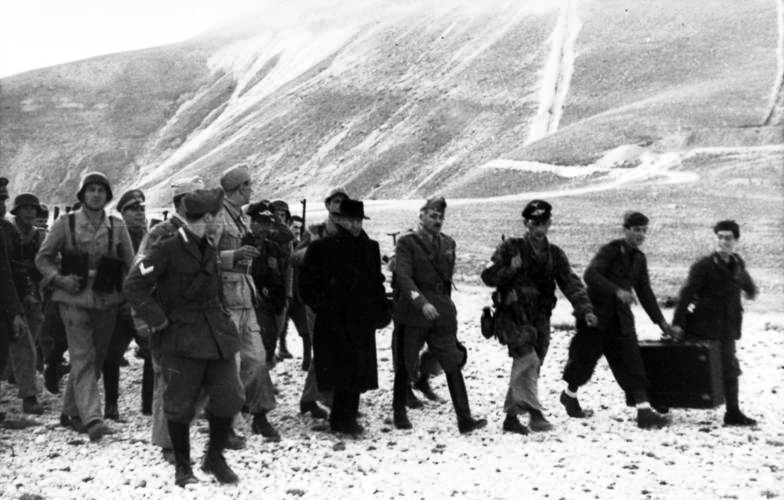
Mussolini mit deutschen Fallschirmjägern und Carabinieri, die ihn zuvor noch bewacht hatten

Ab 13:05 bis 13:10 Uhr erfolgte der Start aller zehn Schleppverbände – aufgeteilt in drei Ketten mit jeweils drei Lastenseglern sowie einem zusätzlichen zehnten Schleppverband mit einem Segler – vom 30 km südlich von Rom gelegenen Flughafen Militärflugplatz Pratica di Mare. Um vor den nahen Albaner Bergen zusätzliche Flughöhe für alle Schleppverbände zu gewinnen, flog der Verbandsführer in der Kettenführermaschine, Hauptmann Langguth (mit von Berlepsch im Schlepp), eine zusätzliche Schleife vor den Bergen. Die Flugzeugführer der zweiten Kette führten diese zusätzliche Schleife der ersten Kette jedoch nicht aus, da sie dieses Manöver nicht für nötig hielten und die fest vorgegebene Ankunftszeit am Zielort nicht gefährden wollten. Aus diesem Grund befanden sich die Schleppverbände der zweiten Kette mit Skorzeny und seinem SS-Kommando nun an der Spitze der Gesamtformation und landeten somit gegen 14:05 Uhr als erste am Zielort, dem Berghang nahe dem Hotel Campo Imperatore. Während in der näheren Umgebung alle weiteren Lastensegler landeten, drang eine Gruppe mit Skorzeny in den unteren Eingang des Hotels ein, gefolgt von den Fallschirmjägern. Der italienische General Soleti hatte die Aufgabe, den Bewachern Mussolinis Widerstand zu untersagen. Bei der Befreiungsaktion leisteten diese keinen Widerstand und wurden entwaffnet. Mussolini selbst kam zehn Minuten nach dem Beginn der Befreiungsaktion aus dem Hotel. Von den Lastenseglern machte lediglich einer eine Bruchlandung, wobei Personen an Bord schwer verletzt wurden.

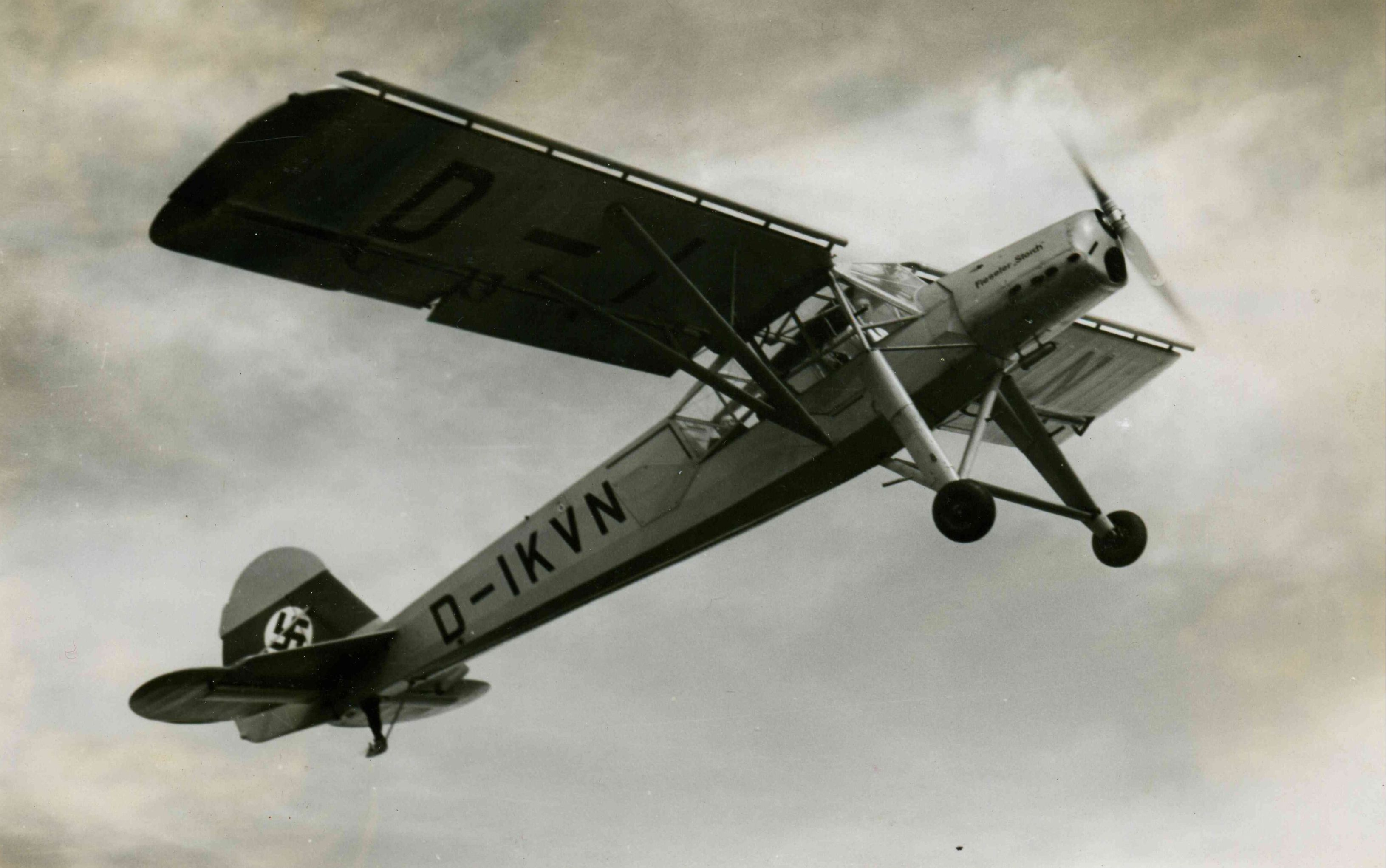
Fieseler Storch

Um 14:45 Uhr kam der Kommandeur des Unternehmens, Major Harald Mors, mit der Seilbahn zum Hotel, woraufhin der unverletzt befreite „Duce“ mit einem Fieseler Storch ausgeflogen werden sollte. Skorzeny bestand darauf, in der Maschine mitzufliegen. In der Höhe von 2100 Metern über dem Meeresspiegel und bei der kurzen, sehr unebenen Startstrecke war die dreisitzige Maschine mit drei Personen eigentlich überladen. Nach dem geglückten Start konnte der Pilot, Hauptmann Gerlach – der persönliche Pilot von General Student –, das Flugzeug mit den beiden Passagieren sicher zum Militärflugplatz Pratica di Mare bringen, wo sie gegen 15:38 Uhr landeten. Von dort wurde Mussolini unverzüglich mit einer deutschen Heinkel He 111 nach Wien weitergeflogen, wo er übernachtete und am nächsten Tag nach München gebracht wurde. Am 14. September um 14:30 Uhr traf er Hitler im Führerhauptquartier Wolfsschanze in der Nähe von Rastenburg (Ostpreußen).
Im Verlauf dieser Befreiungsaktion wurden Mussolini die tagebuchartigen Notizen, die er während seiner Inhaftierung auf den Inseln Ponza und La Maddalena geschrieben hatte, entwendet, anschließend handschriftlich kopiert und ihm erst auf sein Bitten in Gargnano zurückgegeben. Diese Aufzeichnungen erhielten später den Titel Pontinische und sardische Gedanken; sie spiegelten vor allem Mussolinis depressive Stimmung wider und erwiesen sich für die Deutschen ansonsten als belanglos.

## Auswirkungen
Um die kriegswichtigen Industriegebiete Norditaliens nicht zu verlieren, setzte Hitler den befreiten Mussolini am 23. September 1943 als Staatschef der neu gegründeten Italienischen Sozialrepublik (RSI) ein. Der mit Mussolinis Bewachung beauftragte Polizeioffizier Giuseppe Gueli wechselte auf die Seite des Duce und stieg in der RSI zum Chef des Sicherheitsapparats auf. Wegen seiner Rolle als Nazi-Kollaborateur wurde er 1947 zu acht Jahren Haft verurteilt, in der er im Mai 1951 starb.
Der Pilot des Fieseler Storch, Hauptmann Heinrich Gerlach, sowie der Flugzeugführer des zuerst gelandeten Lastenseglers, Leutnant Elimar Meyer-Wehner, erhielten beide das Ritterkreuz des Eisernen Kreuzes. Oberleutnant Georg Freiherr von Berlepsch, Major Otto Harald Mors, Hauptmann Langguth sowie drei weitere Lastenseglerpiloten erhielten das Deutsche Kreuz in Gold.
Skorzeny wurde für die Befreiungsaktion zum SS-Sturmbannführer befördert und bekam ebenfalls das Ritterkreuz des Eisernen Kreuzes verliehen. Obwohl Skorzeny weder an der direkten Planung dieser Operation beteiligt war noch Befehlsgewalt dabei hatte, wurde er für die Befreiungsaktion hoch gelobt. In der NS-Propaganda wurde bewusst verschwiegen, dass es sich bei dem Einsatz primär um eine von Angehörigen der Fallschirmtruppe geplante und ausgeführte Operation gehandelt hatte, während die Rolle Skorzenys und seiner SS-Leute stark aufgebauscht wurde.

## Sonstiges
Fotos von dieser Aktion gingen um die Welt. Fotografiert hatte sie größtenteils der Bildberichter Toni Schneiders. Schneiders hatte sich freiwillig zu den Fallschirmjägern gemeldet, wurde an der Bildschule in Braunschweig ausgebildet und war in der Luftbildstelle tätig. 1942 bis 1944 war er Frontberichterstatter bei den Fallschirmjägern in Italien und Frankreich. Er gehörte zum Fallschirmjäger-Lehrbataillon.
Viele seiner Fotos lagern im Bundesarchiv in Koblenz.

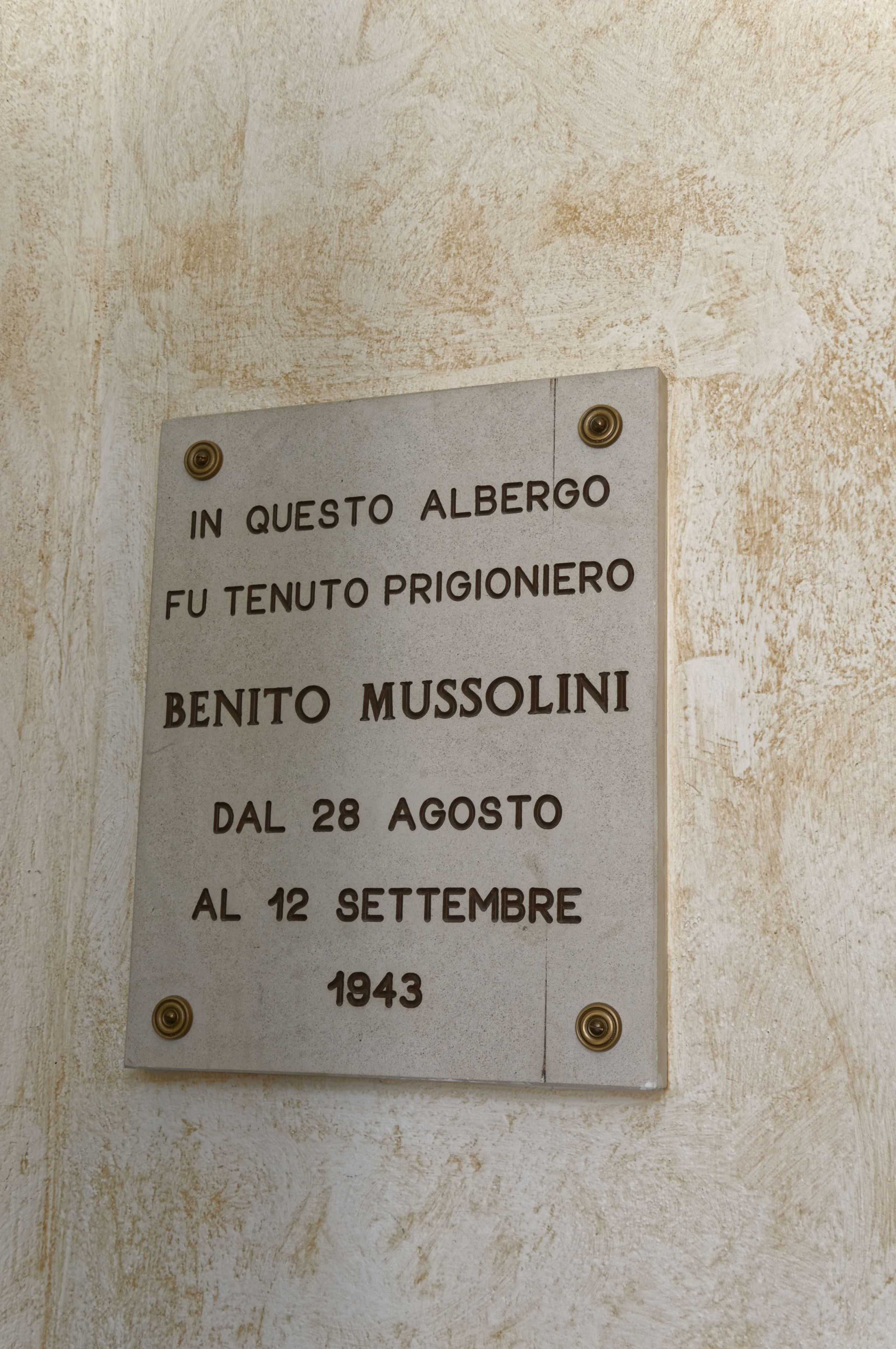
Erinnerungstafel im Hotel